# Grängesbergs BK
Grängesbergs BK är en bandyklubb från orten Grängesberg i Ludvika kommun i Sverige. Herrlaget spelar från och med 2013 i Division 1.